# 贝尔宁切斯
贝尔宁切斯，是西班牙卡斯蒂利亚-拉曼恰瓜达拉哈拉省的一个市镇。总面积35平方公里，总人口133人（2001年），人口密度4人/平方公里。